# Rodes (ciutat)
Rodes és una ciutat de Grècia, a l'illa de Rodes, capital de la prefectura del Dodecanès. Té uns 55.000 habitants. El municipi cobreix una àrea de quasi 20 km².
La ciutat de Rodes fou fundada el 408 aC a l'extrem nord de l'illa, sobre un pla regular creat per l'arquitecte Hipòdam, constructor de les muralles del Pireu. Fou construïda com un amfiteatre irradiant des de la costa i protegida per muralles i torres, amb dos excel·lents ports; l'acròpoli era al sud-oest. Tenia també teatre, gimnàs i altres edificis públics.
L'estàtua del Colós o estàtua d'Hèlios, obra de Cares de Lindos (que va trigar 12 anys, i va tenir un cost de 300 talents) era a l'entrada d'un dels ports. El 224 aC va caure a causa d'un terratrèmol, i encara que Ptolemeu d'Egipte va prometre diners per restaurar l'obra, la predicció desfavorable d'un oracle ho va impedir. Els fragments foren venuts pels àrabs (després del 672) a un mercader jueu, que va usar 900 camells per portar les restes, i en va fondre el metall.
No va ser mai una ciutat gaire gran. El 405 aC, durant el setge de Demetri Poliorcetes a la ciutat, només tenia 6.000 homes hàbils per combatre.
Tot i així, va ser lloc de naixement de molts personatges notables com Paneci, Estràtocles, Andrònic, Eudem, Hierònim, Pisandre i Símmies; d'altres com Posidoni, Dionís Trax i Apol·loni Rodi van viure a la ciutat i a l'illa molt de temps.
Tiberi, abans de ser emperador, hi va viure en un virtual exili.
A l'edat mitjana, la presència dels Cavallers de Sant Joan de Jerusalem li va donar el seu aspecte actual, amb la gran fortalesa a la vora del port i el palau del gran mestre al costat. La dominació otomana també va servir per a la construcció d'algunes mesquites, de les quals encara se'n pot veure algun minaret a la ciutat moderna.

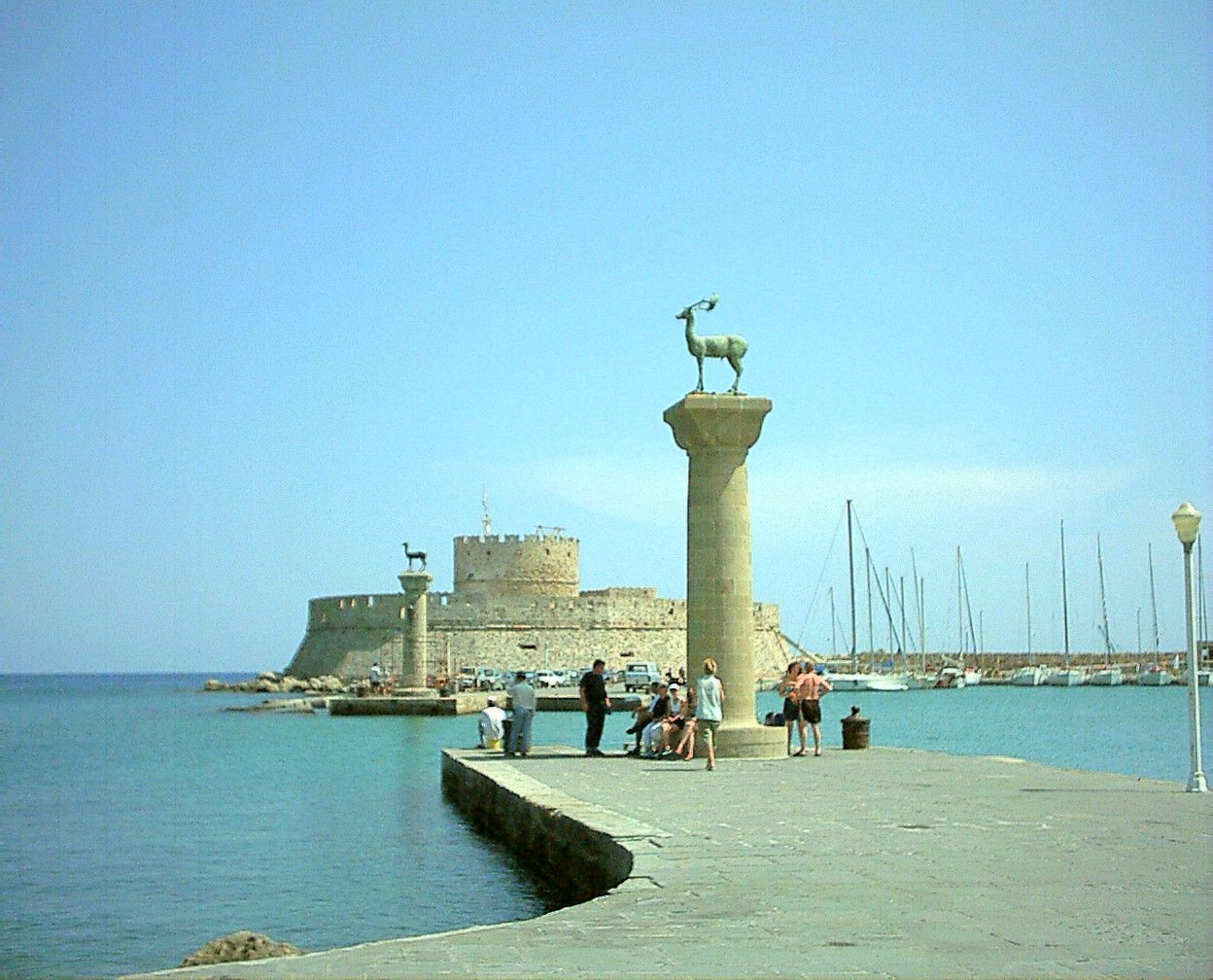
L'entrada al port, amb les estàtues que indiquen on tenia els peus el Colós segons la tradició

Al centre de la ciutat actual hi ha el nucli antic, dedicat completament al turisme a la vora del port de Mandraki. El forma la ciutat medieval, amb carrers empedrats, les fortaleses i edificis antics reformats, i alguna mesquita. Cal esmentar-ne les muralles i fortaleses, el Palau dels Gran Mestres de l'Orde (destruït per una explosió el 1856 i reconstruït pels italians el 1940), l'Hospital (avui Museu Arqueològic), diverses fonts, el Mercat, el Palau de l'Arquebisbe, l'església de l'Anunciació i altres, l'edifici de Correus, l'Ajuntament, el Teatre, la seu del Govern i l'Institut de Biologia Marina. La ciutat vella és tota plena de botigues on treballen sis mil persones i es venen tota classe de records, amb el centre comercial al carrer de Sokratos. La ciutat medieval de Rodes ha estat declarada Patrimoni de la Humanitat per la UNESCO.
La resta de la ciutat està formada per carrers i edificis moderns, amb molts parcs, però sense cap cosa especial que la distingeixi d'una altra ciutat. A la ciutat moderna s'hi ven or, joies i artesania, sobretot a les carreteres que porten a les platges.

## Període clàssic
La ciutat de Rodes en el seu origen fou formada per les ciutats estat dòriques de Ialisos, Camiros i Lindos el 408 aC. El rei macedònic Demetri Poliorcetes la va sotmetre a setge el 305 aC. Prosperà durant tres segles, durant la seva edat d'or, quan el comerç marítim, els molls i la seva política de caràcter liberal la mantingué pròspera fins l'època romana. La ciutat antiga tenia un bon sistema de clavegueram, així com una xarxa de proveïment d'aigua dissenyada per Hipòdam. El famós Colós de Rodes, erigit per Cares de Lindos entre els anys 304 i 293 aC, es trobava al port d'entrada i representada al déu sol Hèlios. Un fort terratrèmol va destruir la ciutat cap a l'any 226 aC, damnant greument la ciutat i abatent l'estàtua.

## Període romà
El 164 aC Rodes es convertí en part de la província romana d'Àsia. Fou capaç de mantenir la seva bellesa i es convertí en un dels principals centres d'aprenentatge per a les arts i la ciència. Molts vestigis de l'època romana encara perduren en tota la ciutat i donen una visió d'aquella civilització. D'acord amb el llibre Fets dels Apòstols 21:1, l'apòstol Pau s'aturà a Rodes al final del seu tercer viatge.

## Període romà d'Orient
En l'època medieval Rodes fou un lloc important de comerç romà d'Orient, així com un encreuament per als navilis que naveguen entre Constantinoble i Alexandria. En els primers anys del període romà d'Orient, els isauris, una nació de Cilícia, envaïren l'illa i cremaren la ciutat. Al segle vii fou capturada pels àrabs, qui eliminaren les peces disperses del Colós, les traslladaren a Síria i foren destruïdes per fer-ne monedes. Després de la caiguda de l'Imperi Romà d'Orient l'any 1204, el noble local Lleó Gabalas prengué el control de les illes, però després de la seva mort i la successió del seu germà, les illes foren tornades a l'emperador de Nicea, començant així una nova i curta vida dins del domini romà d'Orient.

## Període dels Cavallers
Els Cavallers Hospitalers capturaren Rodes i hi establiren el seu quarter general després de deixar Itàlia després de la persecució dels templers el 1307. El papa Climent V confirmà la possessió de l'illa per part dels Hospitalers el 1309. Els cavallers romangueren a l'illa durant els dos segles següents, batallant contra el transport marítim musulmà.
El 1444 la flota mameluca d'Egipte establí un setge a Rodes, però els cavallers, amb l'ajuda del comandant naval borgonyó Geoffroy de Thoisy, superaren el setge musulmà.
Després de la caiguda de Constantinoble el 1453 l'Imperi Otomà començà una ràpida expansió i el 1480 el soldà Mehmet II llançà una invasió a Rodes amb Mesic Paixa al capdavant. Els defensors repel·liren els atacs turcs per terra i mar, fins que els invasors otomans abandonaren l'illa derrotats. La derrota interrompé la simultània invasió del a península italiana per les forces otomanes i impedí també una possible incursió musulmana a l'Europa Occidental.
Després de la derrota otomana el 1480 el Gran Mestre dels Cavallers, Fabrizio del Carreto, supervisà l'enfortiment de la ciutat durant les dècades següents. En el moment de la seva mort, el 1521, Rodes tenia les fortificacions més fortes de qualsevol bastió cristià al món. El 1522 el nou entronitzat soldà Solimà el Magnífic dugué a terme un segon setge a la ciutat.
Els cavallers menys nombrosos feren una gran defensa de la ciutat i causaren fortes baixes en el bàndol otomà. El desembre del 1522, emperò, els cavallers i Solimà arribaren a un acord en què es permetia als cavallers de la ciutat anar-se'n amb tota la riquesa que se'n poguessin emportar, a canvi, no hi hauria cap càstig als habitants de la ciutat i se'ls permetria continuar lliurement la fe cristiana. L'1 de gener del 1523 els cavallers sortiren de l'illa, deixant-la en poder otomà.

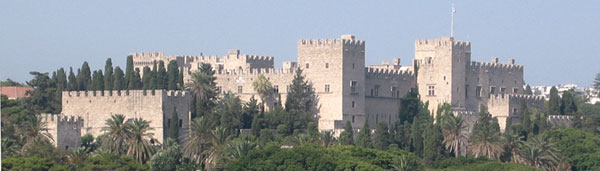
Castell dels Cavallers

## Període otomà
La ciutat estigué sota l'autoritat de Kapudan Paixa. Després de la reforma administrativa del 1867 establí el wilayat com a unitat administrativa superior, essent la ciutat de Rodes una localitat més de l'illa, atès que la capital de Rodes fou Quios. Finalment, el 1876, la capital del wilayat fou transferida a la ciutat de Rodes.

## Període italià
El 1912, després de la guerra italo-turca, les tropes italianes ocuparen l'illa juntament amb la resta de les illes del Dodecanès, i el 1923 formalment foren annexionades per Itàlia amb la denominació Isole Italiane de l'Egeu.
Els italians varen fer esfondrar les cases que foren construïdes al voltant de les muralles de la ciutat durant l'època otomana. També convertiren els cementiris jueus i otomans en zones verdes que envoltaven la ciutat medieval. Els italians conservaren el que havia quedat del període dels cavallers i destruïren tots els edificis otomans. També es reconstruí el Palau del Gran Mestre. A més es creà un institut per a l'estudi de la història i cultura de la regió, i es realitzaren les principals obres d'infraestructura que modernitzaren la vila.

## Període modern
Després de la Segona Guerra Mundial es va convertir en capital d'un protectorat militar britànic. Malgrat les objeccions de Turquia, que desitjava la seva possessió, fou formalment unida a Grècia pel tractat de pau amb Itàlia el 7 de març del 1948.